# 尿石
尿石（にょうせき）は、
1. 尿路結石の略。
2. 尿に含まれる成分が便器内で固まったもの。本項で説明する。

尿石（にょうせき）は、尿に溶けているカルシウムイオンが濃縮および炭酸などと反応、カルシウム化合物として便器および配管の内部に付着・沈積したものである。主に男子用小便器および管路に発生する他、女子用大便器やその管路にも発生する。色は尿に含まれる色素の色（茶色や黄色）である。

## 概要
小便スラッジからなる尿石には尿中の有機物や尿素、カルシウムイオンが含まれており、これが排便時の洗浄・希釈が不足すると、便器内および配管に滞留する。
滞留中に腐敗分解濃縮が行われ、小便器内のトラップ、管路内に、カルシウムがアンモニアなどの成分を含みながら沈着、配管内が動脈硬化のような状態になり、排水不良や詰まりが発生する。
このため尿石の発生対策として、各業者や便器製造メーカーから尿石除去及び付着防止機能を持った便器や薬剤が発売されている。尿石は塩基性であるため、酸性洗剤のサンポール(9.5％前後の塩酸を含んでいる）やクエン酸での掃除が有効である。